# Рудольф Людвіг Мессбауер
Ру́дольф Лю́двіг Ме́ссбауер (нім. Rudolf Mößbauer; 31 січня 1929, Мюнхен — 14 вересня 2011) — німецький фізик, першовідкривач ефекту Мессбауера, лауреат Нобелівської премії з фізики 1961 року.

## Біографія
Рудольф Мессбауер закінчив гімназію в Мюнхен-Пазинг в 1948. Пропрацювавши близько року у промислової лабораторії, він почав читати лекції у Вищій технічній школі Мюнхена в 1949 і склав іспити на вчену ступінь в 1952. У 1953–1954 працював над проміжною (англ. intermediate, — кандидатською) дисертацією у лабораторії прикладної фізики в Мюнхенському технічному університеті (TUM) і асистентом лектора в математичному інституті цього університету.
У 1955–1957 працював над докторською дисертацією і провів дослідження на фізичному відділенні Медичного дослідницького інституту їм. Макса Планка в Гейдельберзі, де спостерігав явище резонансного поглинання γ-променів без віддачі — ядерний гамма-резонанс. У 1958 в Мюнхенському технічному університеті під керівництвом професора Майєра-Лейбніца він захистив докторську дисертацію. У тому ж року, знову у Медичному дослідницькому інституті ім. Макса Планка йому удалося одержати пряме експериментальне підтвердження ядерного резонансного поглинання γ-променів без віддачі. Пропрацювавши науковим співробітником у TUM в 1959, він прийняв запрошення Річарда Фейнмана продовжити дослідження поглинання γ-променів в Каліфорнійському технологічному інституті в Пасадені (США) на посаді науковця, потім старшого науковця. У 1961 Мессбауер отримав посаду професора фізики в Каліфорнійському технологічному інституті.
З 1965 працював на посаді професора (full professor) в TUM, де він зацікавився областю нейтринної фізики. У 1972–1977 обіймав посаду директора гренобльского інституту їм. Макса фон Лауе і Поля Ланжевена (ILL) і міжнародного реактора із високою потужністю потоку частинок (англ. High-Flux Reactor). У 1977 повернувся до Мюнхена, де виявив, що проведена ним реорганізація наукових кадрів скасована. Продовжив працювати над «загадкою нейтрино», зокрема беручи участь у деяких експериментах з виявлення нейтринних осциляцій в Гесгені і експериментах з вивчення сонячних нейтрино (gallex) в підземній лабораторії Гран-Сассо в Італії. Цим напрямом Мессбауер був настільки захоплений, що продовжвав працювати над ним у свій вільний час, перебуваючи у відставці з 1997 року.

## Досягнення
Досліджуючи поглинання речовиною γ-променів з 1953 року, Мессбауер відкрив й теоретично обґрунтував резонансне поглинання γ-променів без віддачі. Ця робота отримала міжнародне визнання і принесла Мессбауеру такі нагороди:
- 1960 — Премія Нью-Йоркської дослідницької корпорації (англ. Prize of the Research Corporation New York);
- 1961 — Премія ім. Рентгена від Гессенського університету;
- 1961 — Медаль Елліота Крессона від Франклінського інституту;
- 1961 — Нобелівська премія з фізики (разом з Робертом Хофштедтером) за дослідження поглинання гамма-випромінення ядрами речовини і "відкриття ефекту, що носить його ім'я. При оповіщенні про нагородження відзначалося, що проведені їм дослідження послужили фундаментом відкриття ядерної резонансної флуоресценції, відомої як ефект Мессбауера.

Почесний професор 13 університетів світу.